# Луганський обласний палац культури
Луганський обласний палац культури — колишній Палац культури залізничників, переданий з 1 жовтня 2002 року в спільну власність територіальних громад сіл, селищ, міст області, на базі майна якого створена комунальна установа «Луганський обласний палац культури».

## Історія закладу
У 1912 році в Луганську по вулиці Пушкіна споруджено будинок Гірничо-комерційного клубу, в якому розмістились бібліотека, більярдна, кімнати відпочинку, буфет. Гірничо-металургійний клуб став культурним центром міста. На його сцені виступали артисти Імператорських театрів та місцеві знаменитості, ставилися благодійні спектаклі. Виручені кошти передавались нужденним учням міських гімназій та малозабезпеченим. У роки Великої Вітчизняної війни будинок клубу постраждав від бомбардувань. Після повоєнної відбудови тут спочатку містився український музично-драматичний театр, а потім обласний Палац культури залізничників. У жовтні 2002 року Палац культури залізничників був переданий у спільну власність жителям міста та області, отримавши назву «Луганський обласний палац культури».

## Загальна характеристика
Метою створення й діяльності Луганського обласного палацу культури стало забезпечення культурних розваг мешканців міста і області, створення умов для розвитку народної творчості та залучення до самодіяльного мистецтва.
Театрально-концертний зал Палацу культури розрахований на 450 місць, малий зал на 132 місця — для малих форм роботи. Крім того, в Палаці наявні 4 хореографічних зали й фоє для танцювальних вечорів.
Палац налічує 25 клубних формувань, з них клубів і аматорських об'єднань — 5. Колективів зі званням «народний» — 6, «зразковий» — 4. Клубні формування очолюють, в основному, Заслужені працівники культури України:
- Керівник народного цирку «Родник» — Шульженко Віктор Олексійович, Заслужений працівник культури України;
- Режисер-постановник народного цирку — Маслова Тетяна , Заслужений працівник культури України;
- Керівник клубу голубоводів — Овчаренко Микола Васильович, Заслужений майстер голубиного спорту;
- Керівник зразкового ансамблю бального танцю «Фієста» — Муралов Сергій Володимирович;
- Керівник народного ВІА «Ай-Аг-Аш» — Шкурат Юрій Олексійович;
- Керівник зразкового ансамблю бального танцю «Дамір» — Мірошниченко Дмитро Анатолійович[2].

Популярними стали виїзні виступи артистів у райони та віддалені місця Луганщини. Для мешканців області традиційними стали концерти й вистави театральної студії, виступи народної хорової капели ветеранів війни й праці, народного цирку «Родник». Партнерами працівників закладу є Луганський обласний центр соціокультурної адаптації молоді з обмеженими фізичними можливостями, обласні організації УТОГ і УТОС, ПТУ-інтернат, інтернат для глухонімих дітей, обласна та районні організації ветеранів війни і праці, громадська організація «Східний Слобожанський козацький територіальний округ», Міжрегіональна академія управління персоналом тощо.
В полі зору працівників Луганського обласного палацу культури сучасні проблеми молоді: здоровий образ життя, анти-тютюнова компанія, боротьба з наркоманією. Тому для культурного дозвілля молоді існує театр-студія «Зеркало», обласний рок-клуб, який бере участь в обласних, всеукраїнських конкурсах, фестивалях, акціях. У репертуарі театру-студії «Зеркало» є декілька авторських вистав, серед них агітаційна вистава «Наркотики? Ні!!!», яку подивились понад 3000 чоловік. Немаловажне місце у роботі Палацу культури займають благодійні заходи, які демонструють розуміння аматорів народної творчості проблем сьогодення та людей, які потребують особливої уваги та співчуття.

## Адміністрація
Директор Палацу культури — Заслужений працівник культури України Літман Тетяна Семенівна.